# Rech
Rech là một đô thị thuộc huyện Ahrweiler, trong bang Rheinland-Pfalz, phía tây nước Đức. Đô thị Rech có diện tích 4,69 km², dân số thời điểm ngày 31 tháng 12 năm 2006 là 576 người.